# Бубенройт
Бубенройт (нім. Bubenreuth) — сільська громада в Німеччині, розташована в землі Баварія. Підпорядковується адміністративному округу Середня Франконія. Входить до складу району Ерланген-Гехштадт.
Площа — 4,13 км2. Населення становить 4496 ос. (станом на 31 грудня 2020).